# Michael Lord, Baron Framlingham

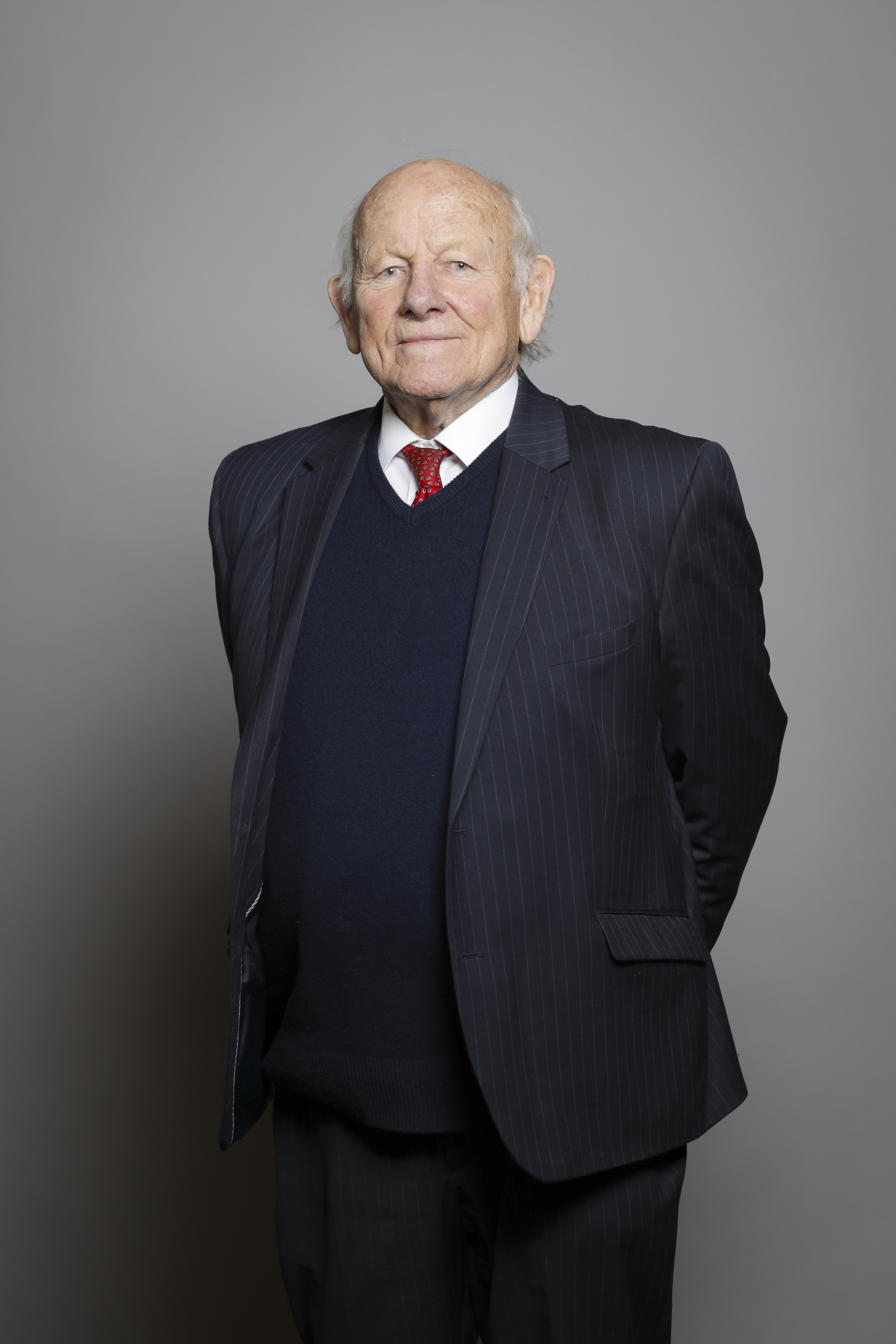
Michael Lord, Baron Framlingham

Michael Nicholson Lord, Baron Framlingham (* 17. Oktober 1938 in Südmanchester) ist ein britischer Politiker. Er war Abgeordneter der Conservative Party im House of Commons und sitzt derzeit als Life Peer im House of Lords.

## Jugend und vor-parlamentarische Karriere
Er studierte am  Christ’s College, Cambridge, wo er 1962 einen MA in Landwirtschaft erwarb. Von  1962 bis 1966 war er Lehrer an einer Schule in Nord-Bedfordshire. Von 1966 bis 1968 war er Direktor von Power Line Maintenance Ltd. 1968 gründete er den Lords Tree Services Ltd. Ab 1983 war er zusätzlich zu seiner Abgeordnetentätigkeit landwirtschaftlicher Berater. Er war Präsident der Arboricultural Association.

## Politische Karriere
Er war von 1974 bis 1977 Ratsmitglied in der Stadt Bedford und von 1981 bis 1983 im Bedfordshire County Council.
Er kandidierte bei den Parlamentswahlen 1979 im Wahlbezirk Manchester Gorton und erzielte sein erstes Mandat 1983 im Wahlkreis Central Suffolk.
Er war ab 1997 stellvertretender Speaker des House of Commons, gab daher keine politischen Stellungnahmen ab und beteiligte sich nicht an Abstimmungen. Bevor er diesen Posten übernahm, gehörte er zur Gruppe der Maastrichtrebellen und wurde als konservativ eingestuft, war gegen Homosexualität und befürwortete die Wiedereinführung der Todesstrafe.
Er wurde 2001 zum Knight Bachelor geschlagen.
Michael Lord trat bei der Parlamentswahl 2010 nicht mehr an. Sein Nachfolger im Wahlkreis Central Suffolk and North Ipswich wurde Dr. Daniel Poulter, der ebenfalls für die Conservative Party antrat.
Am 19. November 2010 wurde bekannt gegeben, dass er zum Life Peer erhoben werde und für die Konservativen in das House of Lords einziehen werde. So wurde er am 14. Januar 2011 zum Baron Framlingham, of Eye in the County of Suffolk, erhoben und wurde am 18. Januar 2011 in das House of Lords eingeführt.

## Persönliches
1965 heiratete er Jennifer Margaret Childs, mit der er einen Sohn und eine Tochter hat.